# 이재성 (희극인)
이재성(1970년 5월 5일 ~ )은 대한민국의 희극 배우이다.